# Місто ілюзій
«Місто ілюзій» (англ. «City of Illusions») — науково-фантастичний роман американської письменниці Урсули Ле Гуїн, що входить до Хайнського циклу. Досить тісно пов'язаний з «Планетою вигнання», попереднім романом циклу.
Українською мовою перекладено 2025 року, надруковано видавництвом "Богдан" у збірці "Світи вигнання та ілюзій"

## Сюжет
Далеке майбутнє. Земля захоплена прибульцями — сінгами, які тримають людську цивілізацію на низькому рівні розвитку і не дозволяють людям об'єднатися для боротьби зі спільним ворогом. Одна з людських резервацій на північноамериканському континенті, названа Східним лісом, населена мирним сільським народом. Розповідь починається з появи у Східному лісі дивної людини з жовтими очима, яка нічого не пам'ятає і навіть не вміє говорити. Лісовий народ дав йому притулок, назвав Фальком і навчив своєї мови. Глава лісової громади, Зоув, здогадавшись про інопланетне походження Фалька сподівається з його допомогою домогтися звільнення Землі від влади завойовників — Сінг. Він умовляє Фалька покинути їх гостинний будинок, де він так щасливо живе і навіть встиг полюбити дочку Зоува, вирушити до міста Сінг-Ес Тох і постаратися дізнатися і виконати своє призначення. Вирушивши в цю подорож, Фальк довгий час просувався по території лісу, потім, досягнувши рівнинних територій, він потрапляє в полон до кочового племені Басснаска де знайомиться з ще однією полонянкою — дівчиною, яку звуть Естрел. Вона допомагає йому спланувати втечу і з початком сильного снігопаду їм вдається втекти. Після довгого часу вони досягають Ес Тоха, де з'ясовується, що Естрел є слугою Сингів і її завданням було доставити Фалька до них у руки.
Фальк дізнається, що він, як і припускав Зоув, не землянин, а — представник інопланетного народу, що прилетів на Землю з міжпланетною місією. Його рідна планета, Верель, — це забута земна колонія, відомості про яку були загублені, а вереліане — гібридна раса, що склалася в результаті змішування нащадків земних колоністів з корінним населенням Вереля. На доказ Фалька знайомлять з його співвітчизником, юнаком, якого звуть Хар Оррі, в якого такі ж жовті очі як у нього. Хар Оррі розповідає Фальку, що його справжнє ім'я Агад Ромаррен і він є керівником і навігатором їх експедиції. Оррі просить його повідомити координати їх рідної планети, для того, щоб вони могли повернутися додому. Так само він намагається переконати Фалька, що Сінг — не інопланетні завойовники, а звичайні земляни. Згідно з його розповідей, Земля не стала жертвою вторгнення, а була втягнута в хаос громадянської війни. Сінги всіляко намагаються довести Фальку правдивість цих тверджень і пропонують йому відновити стерту пам'ять, наполягаючи, однак, на неминучості втрати його спогадів про земне життя. Здогадавшись про таємне бажання Сінгів дізнатися координати його рідної планети з метою її знищення, Фальк все ж погоджується на відновлення своєї пам'яті, сподіваючись зберегти свою теперішню свідомість. Попри всі хитрощі Сінг йому вдається зберегти свої земні спогади і поєднати їх у своїй свідомості зі своєю справжньою особистістю. Зіставивши всі відомі йому факти Фальк — Ромаррен переконався в тому, що Сінги — дійсно прибульці завойовники, як і розповідав йому Зоув. Завдяки своєму тренованому мозку, він зумів протистояти всім їхнім спробам проникнути в свою свідомість і зберіг в таємниці справжню назву і координати своєї рідної планети. Скориставшись зручною ситуацією, Фальк — Ромаррен разом з Харом Оррі і захопленим в полон Сінгом — Кеном Кенієком, залишає Землю на викраденому зорельоті і повертається додому.

## Персонажі
- Фальк — головний герой, чоловік середніх років без пам'яті про минуле життя. В результаті виявляється, що до стирання пам'яті він був Рамарреном, навігатором Верельського експедиції на Землю;
- Естрелья — жінка, агент Сінг, яка призводить Фалька в Ес Тох для того, щоб Сінг могли переконати його в благородності своїх цілей;
- Хар Оррі — молодий хлопець, єдиний окрім Рамаррена вижив член екіпажу Верельського експедиції. Мозок його одурманений наркотиками і знаходиться під значним впливом Сінг;
- Пелле Абандібот — лорд Сінг, куратор Фалька / Рамаррена;
- Кен кенійок — сінгскій фахівець-нейрохірург, відновлював особистість Рамаррена;
- Герцог Канзасу — правитель невеликого поселення в Канзасі, прихистив Фалька з Естрела, дав Фальку нову книгу Старого Канону замість втраченої.